# Garden Lodge
Garden Lodge – dom w londyńskiej dzielnicy Kensington, w którym mieszkał muzyk i kompozytor Freddie Mercury. Dom znajduje się na ulicy 1 Logan Place.

## Historia
Dom ten był zbudowany dla malarza Cecila Rae i jego żony. Przez wiele lat zmieniali się właściciele tej posesji. Na początku mieszkał tam angielski licytator i prezes domu aukcyjnego Sotheby’s Peter Wilson. Po nim rezydencję wykupił Freddie Mercury. 

## Opis domu
Dom został zbudowany w latach 1908-1909 i zaprojektowany przez architekta Ernesta Williama Marshalla. Jest w stylu neogeorgiańskim. Ma dwa piętra i 8 sypialni. Budowniczym był M. Calnan. Jest on położony na terenie ogrodu krajobrazowego.

## Freddie Mercury
Po przeprowadzce frontmen The Queen, był zaskoczony wielkością i niesamowitością domu. Pomieszkiwał tam ze swoimi kochankami, a także przyjaciółką Mary Austin i wieloletnim partnerem Jimem Huttonem. W internecie można odnaleźć wiele nagrań wideo z wnętrza domu. Freddie Mercury mieszkał tam od 1986, aż do swojej śmierci w 1991. Muzyk zmarł w domu. Po jego śmierci, wiele fanów zostawiało przed drzwiami do rezydencji kwiaty, znicze, oraz listy. Mur ogradzający posiadłość został zapisany listami, przesłankami i złotymi myślami dla Freddiego. W ostatnim czasie aktualni właściciele umieścili pleksę na drzwiach wejściowych, oraz monitoring i zakazali wykonywania wcześniej wymienionych czynności. Po śmierci artysty rezydencje odziedziczyła i zamieszkuje Mary Austin. 